# Дружба (Нижегородская область)
Дружба (до 1978 — Советский) — посёлок в городском округе город Выкса Нижегородской области России, входящий в административно-территориальное образование Туртапинский сельсовет. Население — 3904 чел. (2010).
Основан в 1975 году. Первыми жителями посёлка были строители и работники животноводческих предприятий. С 1980 года функционирует средняя школа.
Расстояние до областного центра — города Нижнего Новгорода — составляет 153 км, до районного центра — города Выксы — 11 км. Абсолютная высота — 110 метров над уровнем моря.
Дружба, как и вся Нижегородская область, находится в часовой зоне МСК (московское время). Смещение применяемого времени относительно UTC составляет +3:00.

## Население
| 1999 | 2002  | 2010  |
| ---- | ----- | ----- |
| 5667 | ↘4349 | ↘3904 |

Согласно результатам переписи 2002 года, в национальной структуре населения русские составляли 99 % из 4349 человек.